# Pásztortáska
A pásztortáska (Capsella bursa-pastoris) a káposztafélék (Brassicaceae) családjába, a Capsella nemzetségbe tartozó egy- vagy kétnyári, fehér virágú, gyom- és gyógynövény. Becőketermése táskaformájú, erről kapta nevét is.

## Leírása
Európában őshonos, de a világon sokfelé elterjedt. Kertekben, mezőkön, városi területeken útszélen, töltések mentén is megterem, mindössze nem túl száraz talajra és elengedő napsütésre van szüksége. Egész nyáron virágzik, de legnagyobb tömegben áprilisban és májusban.
6–20 cm magasra nő meg, A szár elágazó, a kocsányok a fő szár mellett terjednek szét. Tőlevélrózsás, alapi levelei lándzsásak és (kacúrosan) fogazottak, a felső levelek ép szélűek. A fehér virágok laza fürtökben nőnek, sugaras szimmetriájúak, négy szirommal. A magház és a becőketermések háromszögűek, ék alakútól a szív alakúig változnak („táska formájúak”), a lapos, felfelé álló termés a vékonyabb, csúcsos részével csatlakozik a kocsányhoz.
Magvai nedves környezetben viszkózus anyagot bocsátanak ki, amihez a vízhez kötődő életciklusú rovarok hozzáragadnak és végül elpusztulnak. Ez felhasználható a szúnyogok irtására, mivel a növény elpusztítja a szúnyog lárváit, így egyfajta proto-húsevő növénynek is tekinthető.
Parazitái:
- fehér sömör (Albugo candida)

## Egyéb elnevezései
Palackfű, csapka, pásztorerszény, paptarsoly, pásztortarsoly, szűkésfű vagy szívkésfű, paperszény, békatarsoly, békalencse, büdös szaporafű, pásztor ostora (Meliusnál), vérállatófű, porcogófű, vadmustár, élekhalok, gezemice, istentáskája, libazsázs. Vidéken szokták gólyahírnek nevezni[forrás?] annak ellenére, hogy nem rokona a gólyahíreknek (Caltha spp.).

## Felhasználása
Ismert vérzéscsillapító hatása, gyulladáscsökkentő és vizelethajtó tulajdonsága is. Flavonoidokat, egy vérzéscsillapító peptidet, kálium- és kalciumsókat, kolint, tiramint tartalmaz.
Magvai, levelei és gyökere ehetőek. Kínában élelmezési céllal termesztik. A „hirtelensütött pásztortáska-levelek” (Sudden-fried Shepherd's Purse leaves) helyi ínyencségnek számítanak.

## Képgaléria
|  |  |  |  |